# Tunnel Nord-Süd-Fernbahn
Tunnel Nord-Süd-Fernbahn är en fjärr- och regionaltågstunnel under centrala Berlin som passerar Berlin Hauptbahnhof samt Bahnhof Potsdamer Platz. Tunneln är 3586 meter och går bl.a. under floden Spree samt över Berlin Nord-Süd-Tunnel. 
Tunneln är fyrspårig och byggdes i samband med att nya Hauptbahnhof och Potsdamer Platz fick nya stationer. Tunneln går från Moabit i norr och under stora stadsparken Tiergarten och kommer ut i närheten av tunnelbanestation Gleisdreieck i Kreuzberg.

## Bilder

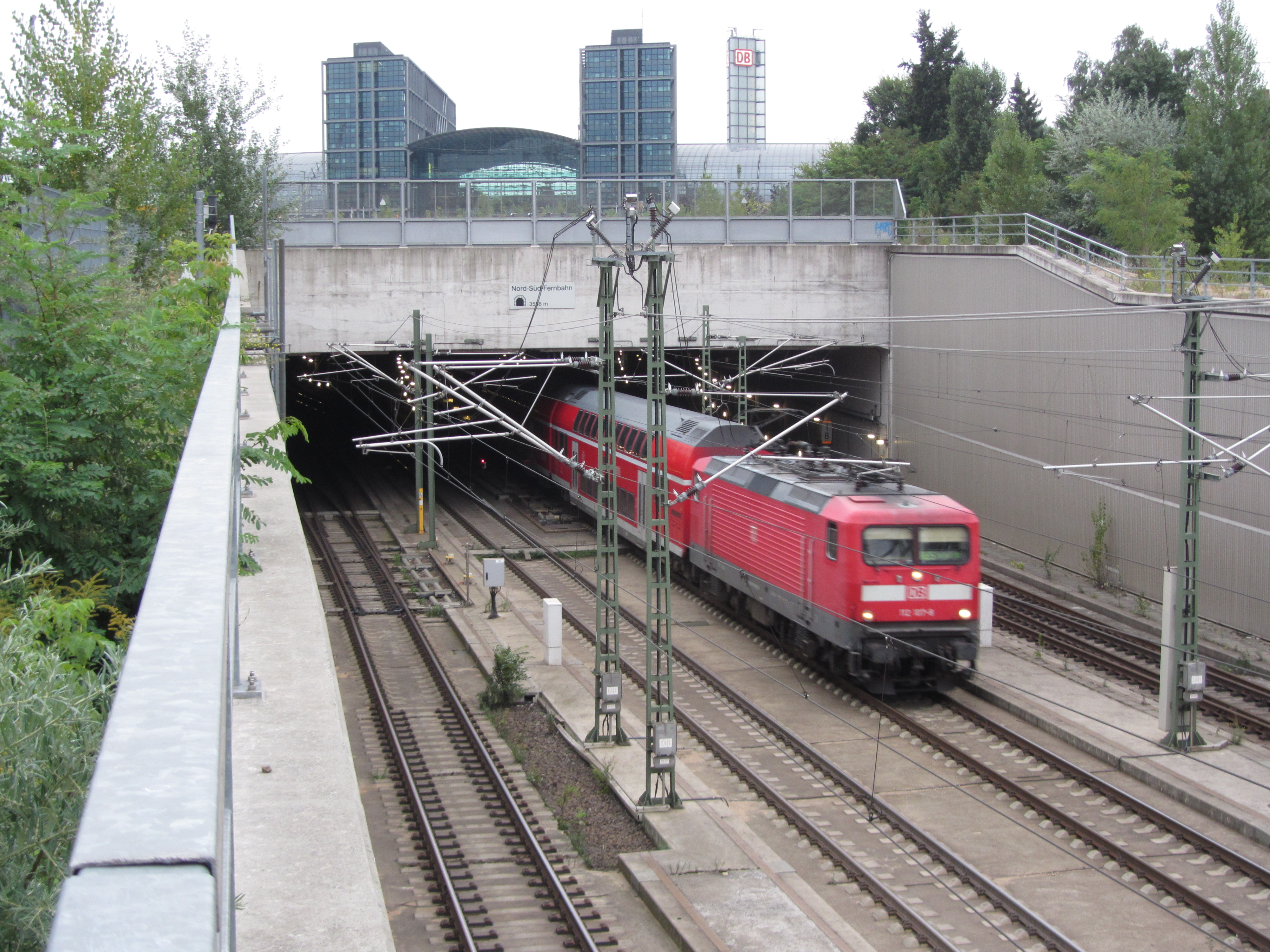
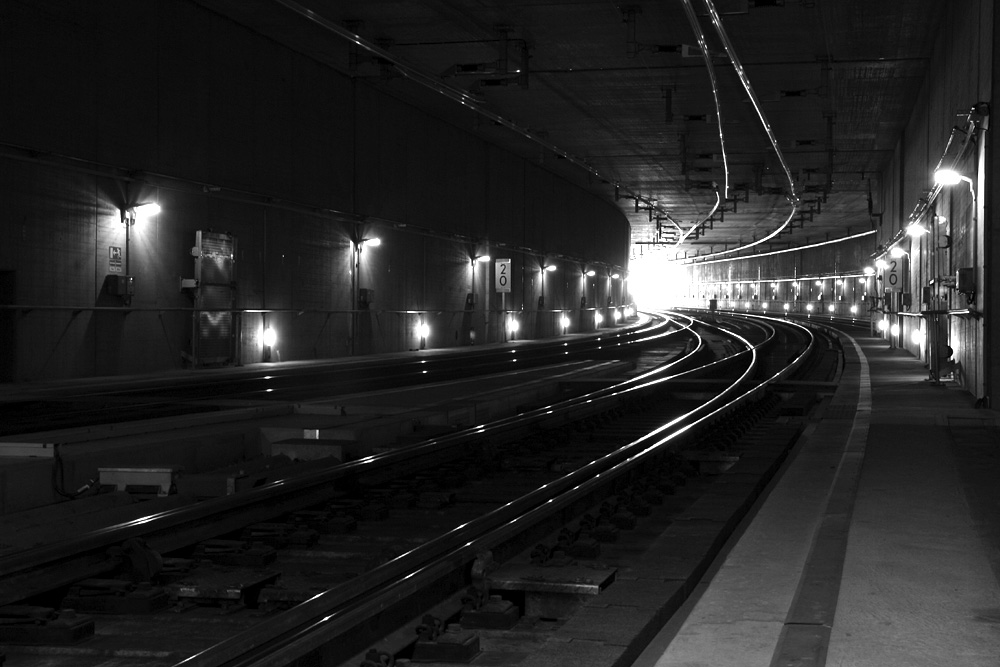
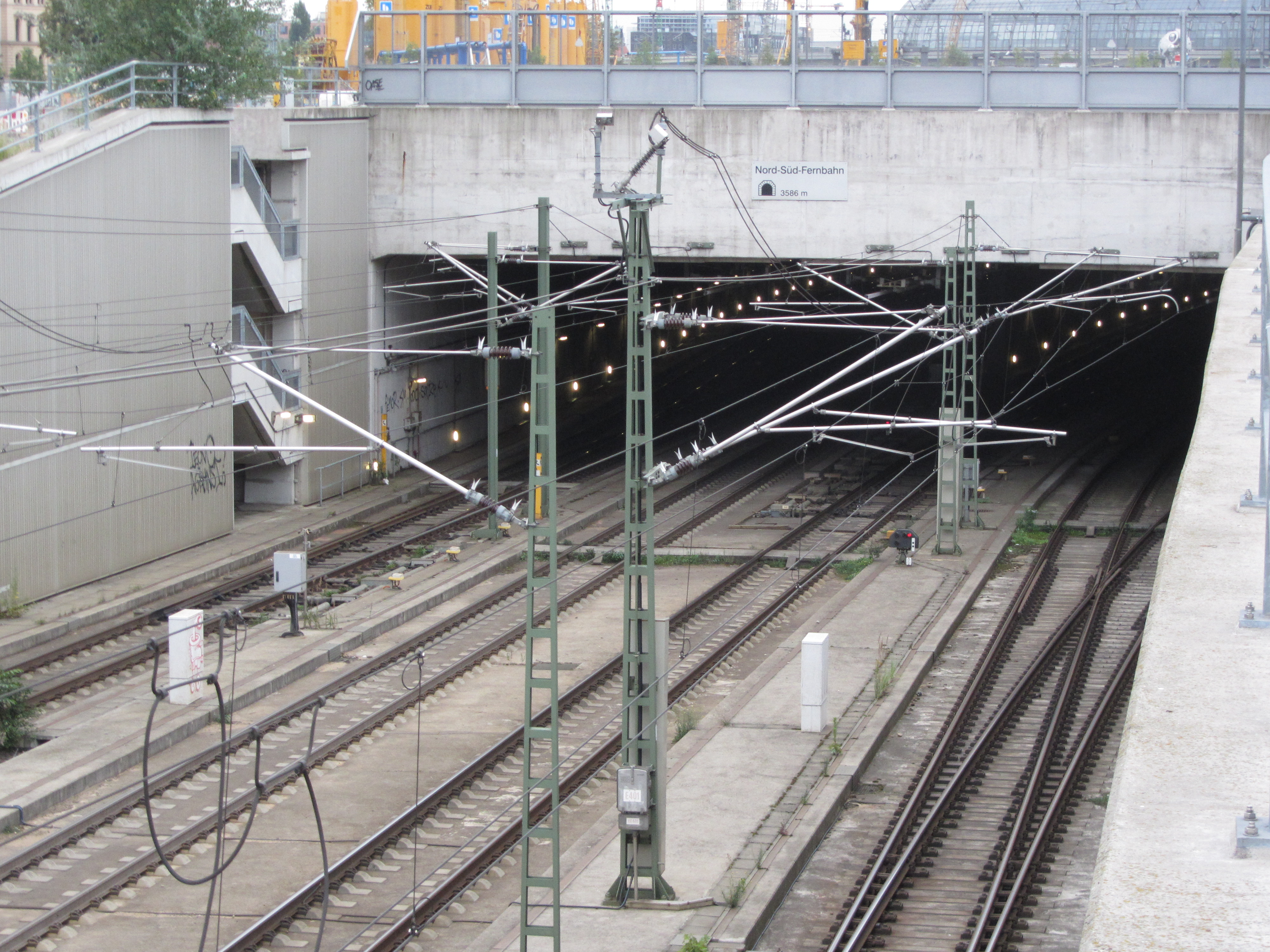
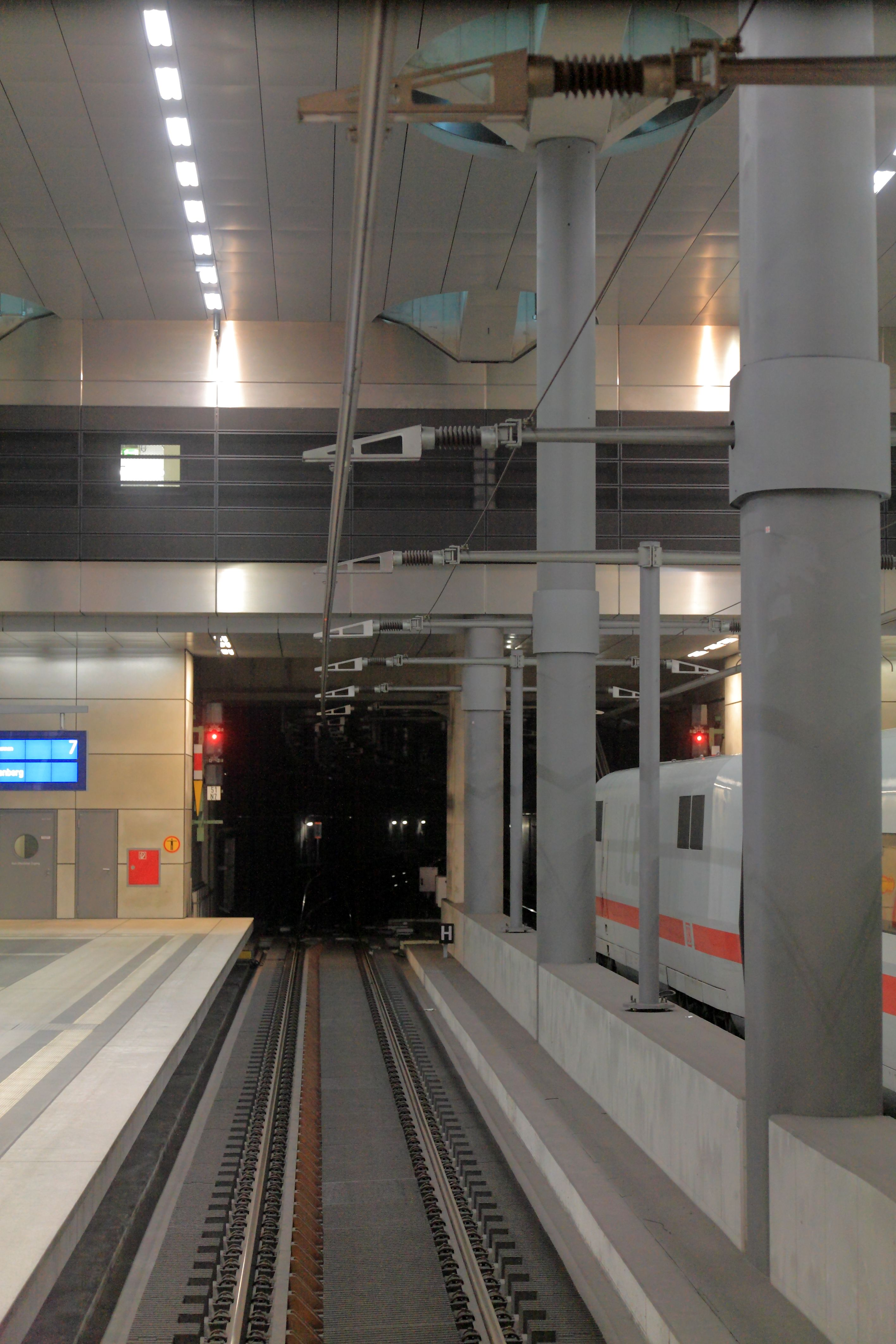
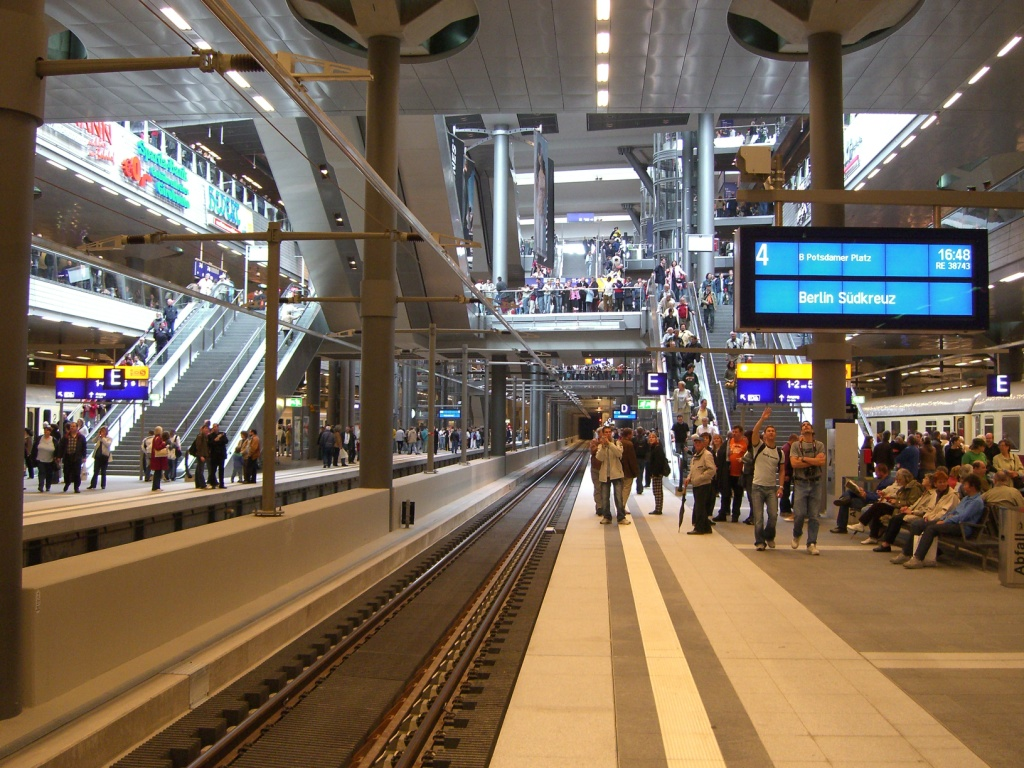
Berlin Hauptbahnhof, station i tunneln
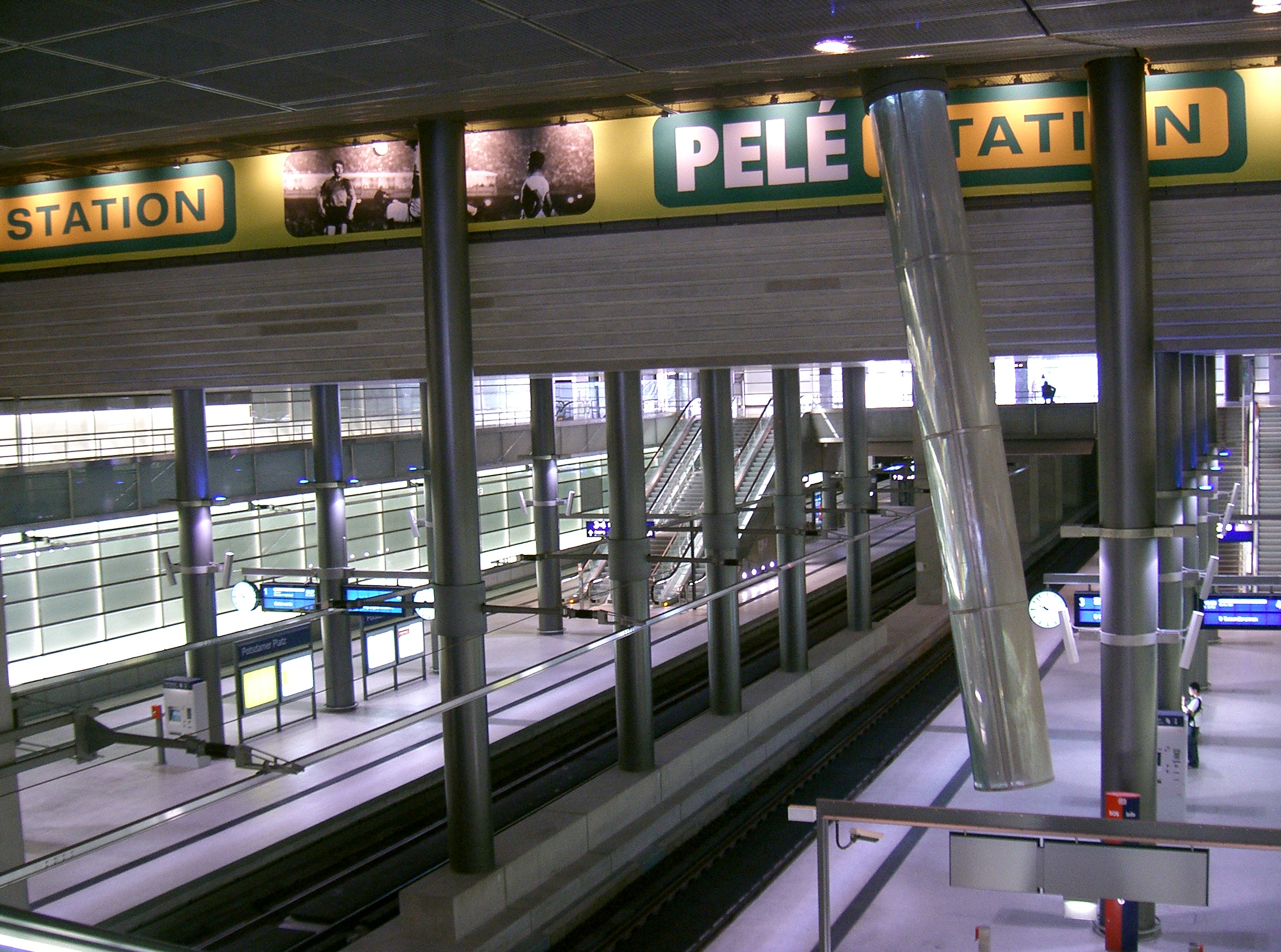
Potsdamer Platz, station i tunneln
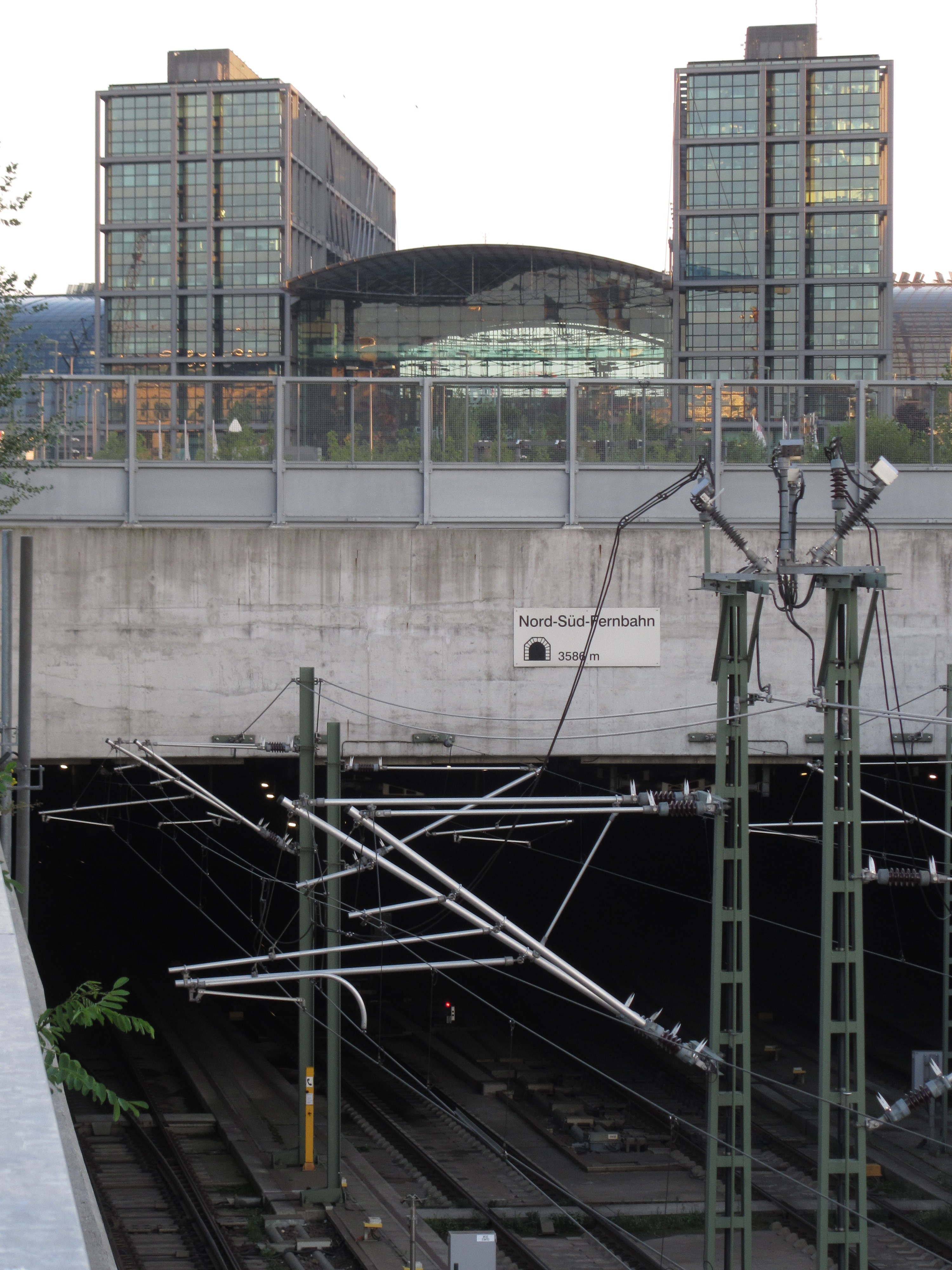
Norra tunnelmynningen
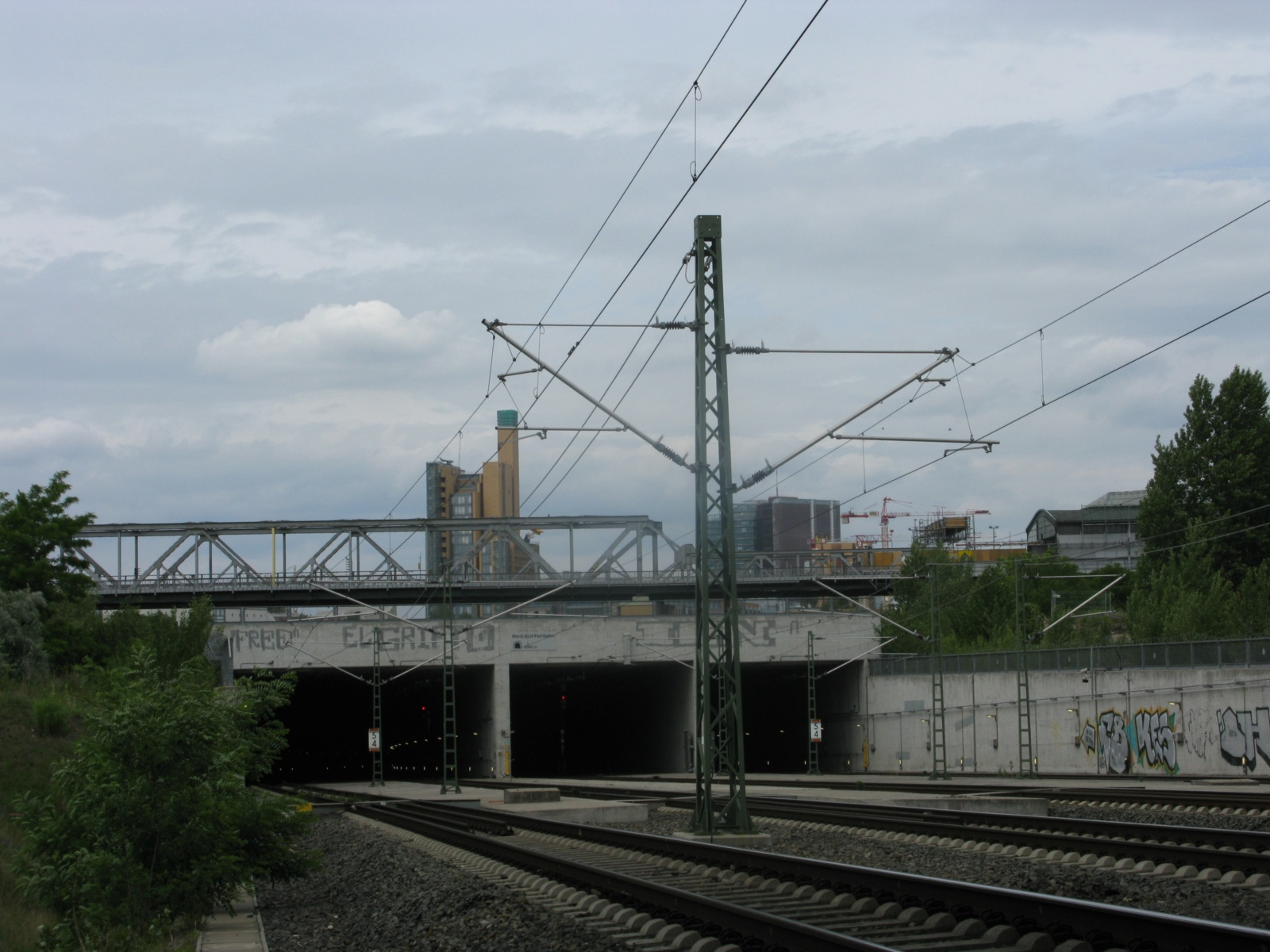
Södra tunnelmynningen